# La Red
La Red (Kanal 4 Fernsehen), früher auch als Red Chilena de Televisión, ist ein chilenischer Fernsehsender, der zur Albavisión gehört.

## Die wichtigsten Sendungen
Die momentan populärsten Sendungen des Netzwerks sind:
- Hora 07
- Hora 20
- Mañaneros
- Mujeres Primero
- Intrusos
- Así Somos
- Expediente S
- Mentiras Verdaderas
- Cada Día Mejor
- Cara a Cara
- Mesa Reservadas
- #Vigilantes
- Red Social
- Una Belleza Nueva
- La Rosa de Guadalupe (2006–) (Serie)
- Como dice el dicho (2011–) (Serie)
- America’s Next Top Model (Reality show)
- Fear Factor
- Alarm für Cobra 11 – Die Autobahnpolizei (1996-) (Actionserie)
- Águila Roja (TVE, 2009-) (Serie)
- Navy CIS (CBS, 2003-) (Krimiserie, Drama)
- De Caso en Caso
- Avanti, que pase el siguiente
- Sábado de a 3
- El color de la pasión (Telenovela)